# Final da Taça dos Clubes Campeões Europeus de 1984-85
A Final da Taça dos Clubes Campeões Europeus de 1984–85 foi uma partida de futebol da associação entre o Liverpool da Inglaterra e a Juventus da Itália em 29 de Maio de 1985 no Estádio de Heysel, em Bruxelas, na Bélgica. Foi a partida final da temporada de 1984-85 da Taça dos Clubes Campeões Europeus, a principal competição da Europa. O Liverpool era o atual campeão e iria participar da sua quinta final, tendo vencido a competição em 1977, 1978, 1981 e 1984. A Juventus estava a participar da sua terceira final da Taça dos Clubes Campeões Europeus; eles perderam nas suas duas aparições anteriores em 1973 e 1983.
Cada clube precisou passar por quatro rondas para chegar à final. Os jogos foram disputados a duas mãos, com um encontro no terreno de cada equipa. Todos os jogos da Juventus, exceto um, foram vencidos por dois gols ou mais; nas semifinais, eles venceram a equipa francesa do Bordeaux por 3-2 no total. O Liverpool também venceu a maioria dos seus jogos por mais de dois golos, exceto na segunda ronda, quando derrotou o Benfica por 3-2 no total.
A partida é amplamente lembrada pela tragédia ocorrida antes do início do jogo. Os adeptos do Liverpool violaram a cerca que separava os dois grupos de adeptos e atacaram os adeptos da Juventus. O peso resultante do excesso de pessoas fez com que um muro de contenção desabasse, matando 39 pessoas e ferindo centenas. Apesar dos apelos para o cancelamento, o jogo continuou porque se sentiu que mais problemas poderiam ocorrer. A tragédia levou a UEFA a banir os clubes Ingleses do futebol Europeu por cinco anos.
Assistido por uma multidão de 58.000 pessoas, a primeira parte acabou sem golos. A Juventus assumiu a liderança aos 56 minutos, quando Michel Platini marcou de pênalti após Gary Gillespie ter derrubado Zbigniew Boniek na área, embora a falta tenha sido cometida a quase um metro da área e o árbitro estivesse longe da ação. O placar permaneceu o mesmo durante o resto da partida e a Juventus venceu por 1–0, conquistando a sua primeira vitória na Taça dos Clubes Campeões Europeus e tornou-se o primeiro clube a ganhar todos os três grandes troféus europeus (Taça dos Clubes Campeões Europeus / Liga dos Campeões da UEFA, Taça UEFA / UEFA Europa League e Taça das Taças).

## Caminho para a final
| Juventus        | Juventus | Juventus | Juventus | Fase             | Liverpool     | Liverpool | Liverpool | Liverpool |
| --------------- | -------- | -------- | -------- | ---------------- | ------------- | --------- | --------- | --------- |
| Oponente        | Total    | 1º jogo  | 2º jogo  |                  | Oponente      | Total     | 1º jogo   | 2º jogo   |
| Ilves           | 6–1      | 4–0 (F)  | 2–1 (C)  | Primeira fase    | Lech Poznań   | 5–0       | 1–0 (F)   | 4–0 (C)   |
| Grasshopper     | 6–2      | 2–0 (C)  | 4–2 (F)  | Segunda fase     | Benfica       | 3–2       | 3–1 (C)   | 0–1 (F)   |
| Sparta de Praga | 3–1      | 3–0 (C)  | 0–1 (F)  | Quartas de final | Austria Viena | 5–2       | 1–1 (F)   | 4–1 (C)   |
| Bordeaux        | 3–2      | 3–0 (C)  | 0–2 (F)  | Semifinal        | Panathinaikós | 5–0       | 4–0 (C)   | 1–0 (F)   |

## Tragédia
A zona neutra atribuida aos adeptos belgas foi ocupada em grande parte pelos adeptos da Juventus, muitos dos quais eram da comunidade italiana local. A zona neutra estava na seção Z, no mesmo lado onde estavam os adeptos do Liverpool. Os dois grupos, portanto, ficaram a metros de distância, separados apenas por uma cerca de arame. Por volta das 19h, objectos começaram a ser lançados entre os dois conjuntos de adeptos; como o estádio estava desmoronando, os adeptos podiam pegar em pedras e atirá-las através da divisão.
O lançamento tornou-se mais intenso à medida que o pontapé inicial se aproximava. Momentos depois, um grupo de fãs do Liverpool invadiu a seção Z, fazendo com que os adeptos recuassem. Como eles não tinham para onde ir, eles moveram-se em direção à parede lateral do perímetro. À medida que mais pessoas se moviam contra a parede, ela desabou, o que resultou em 39 mortes e ferimentos para 600 pessoas. Do outro lado do campo, os fãs da Juventus começaram a revoltar-se em retaliação aos eventos da seção Z. Eles avançaram pelo campo em direção aos adeptos do Liverpool mas parados pela polícia. O confronto resultante durou duas horas e ainda estava em andamento quando a partida começou.

## O Jogo

### Resumo
A partida foi atrasada por mais de uma hora como resultado da tragédia, mas foi jogada porque os oficiais sentiram que abandonar a partida resultaria em mais violência. Aos dois minutos de jogo, o zagueiro do Liverpool Mark Lawrenson foi substituído por Gary Gillespie depois que Lawrenson sofreu uma recorrência de uma lesão no ombro. A Juventus posicionou Zbigniew Boniek no lado direito do campo e Massimo Briaschi no esquerdo. O plano da Juventus era usar o ritmo de Briaschi para ameaçar o lateral do Liverpool, Phil Neal. A primeira oportunidade da Juventus veio aos 30 minutos, quando Antonio Cabrini, avançou da lateral-esquerda, mas o seu remate foi defendido pelo guarda-redes do Liverpool, Bruce Grobbelaar. Liverpool respondeu imediatamente - John Wark recebeu um passe em profundidae de Ronnie Whelan, mas o seu remate foi salvo pelo guarda-redes da Juventus Stefano Tacconi. Minutos depois, o Liverpool teve outra oportunidade, mas o remate de Whelan foi desviado por Tacconi para cima da baliza da Juventus.
A cinco minutos do intervalo, a Juventus conquistou um livre. Boniek, que havia ultrapassado três jogadores do Liverpool numa corrida, foi derrubado fora da área do Liverpool por Wark, que recebeu um cartão amarelo pela falta. O livre resultante não deu em nada e, ao intervalo, o resultado era de 0-0. Quase imediatamente após o reinício, o Liverpool perdeu outro jogador por causa de uma lesão. Paul Walsh esticou-se para alcançar um passe de Neal, agravou uma distensão estomacal e foi substituído por Craig Johnston. A Juventus estava melhor na partida, e aos 56 minutos conquistou um pênalti. Depois de receber uma bola longa de Platini, Boniek novamente saiu disparado para o centro da defesa do Liverpool e foi derrubado por Gillespie. O Liverpool acreditava que a falta tinha sido fora da área, mas o árbitro suíço, a cerca de 25 jardas (22.86 m.) atrás da bola, assinalou o penálti . Michel Platini marcou o penálti  subsequente para dar à Juventus uma vantagem de 1-0.
O Liverpool tentou encontrar um caminho de volta para a partida. A 16 minutos do fim, Whelan foi derrubado na área da Juventus por Massimo Bonini, mas o árbitro decidiu que não era falta. O Liverpool criou mais oportunidades perto do final da partida; Tacconi defendeu um remate de Whelan. Wark e Steve Nicol viram os seus cabeceamentos passarem longe da baliza da Juventus. Nenhum outro golo foi marcado e o resultado final foi 1–0 para a Juventus, que ganhou a sua primeira Taça dos Clubes Campeões Europeus e tornou-se o primeiro clube a vencer as três competições sazonais da UEFA, (Taça dos Clubes Campeões Europeus / Liga dos Campeões da UEFA, Taça UEFA / UEFA Europa League e Taça das Taças).

## Detalhes
| 29 de maio de 1985 | Juventus    | 1–0 | Liverpool | Heysel, Bruxelas                     |
|                    | Platini 56' |     |           | Público: 58,000 Árbitro: André Daina |

| Juventus | Liverpool |

|                     |    |                    |  |     |
|                     |    |                    |  |     |
| GK                  | 1  | Stefano Tacconi    |  |     |
| RB                  | 2  | Luciano Favero     |  |     |
| LB                  | 3  | Antonio Cabrini    |  |     |
| CM                  | 4  | Massimo Bonini     |  |     |
| CB                  | 5  | Sergio Brio        |  |     |
| SW                  | 6  | Gaetano Scirea (c) |  |     |
| RW                  | 7  | Massimo Briaschi   |  | 84' |
| CM                  | 8  | Marco Tardelli     |  |     |
| CF                  | 9  | Paolo Rossi        |  | 89' |
| AM                  | 10 | Michel Platini     |  |     |
| SS                  | 11 | Zbigniew Boniek    |  |     |
| Reservas:           |    |                    |  |     |
| GK                  | 12 | Luciano Bodini     |  |     |
| DF                  | 13 | Nicola Caricola    |  |     |
| MF                  | 14 | Cesare Prandelli   |  | 84' |
| MF                  | 15 | Bruno Limido       |  |     |
| MF                  | 16 | Beniamino Vignola  |  | 89' |
| Treinador:          |    |                    |  |     |
| Giovanni Trapattoni |    |                    |  |     |

|            |    |                  |     |     |
|            |    |                  |     |     |
| GK         | 1  | Bruce Grobbelaar |     |     |
| RB         | 2  | Phil Neal (c)    |     |     |
| LB         | 3  | Jim Beglin       |     |     |
| CB         | 4  | Mark Lawrenson   |     | 4'  |
| RM         | 5  | Steve Nicol      |     |     |
| CB         | 6  | Alan Hansen      |     |     |
| CF         | 7  | Kenny Dalglish   |     |     |
| CM         | 8  | Ronnie Whelan    |     |     |
| CF         | 9  | Ian Rush         |     |     |
| LW         | 10 | Paul Walsh       |     | 46' |
| CM         | 11 | John Wark        | 38' |     |
| Reservas:  |    |                  |     |     |
| DF         | 12 | Gary Gillespie   |     | 4'  |
| GK         | 13 | Chris Pile       |     |     |
| MF         | 14 | Sammy Lee        |     |     |
| MF         | 15 | Jan Mølby        |     |     |
| MF         | 16 | Craig Johnston   |     | 46' |
| Treinador: |    |                  |     |     |
| Joe Fagan  |    |                  |     |     |